# Reduvius personatus
El cazador enmascarado (Reduvius personatus) es una especie de  hemípteros heterópteros de la familia de Reduviidae. Sus ninfas se camuflan con polvo.
Son depredadores de una variedad de pequeños artrópodos como cochinillas de la humedad (Oniscidea), Neuroptera, Dermaptera, chinches de las camas (Cimicidae) y termites (Isoptera). No transmiten la enfermedad de Chagas; cuando pican, generalmente dejan sensación de picor durante una semana, la zona se inflama, queda rojiza, nivel de dolor 5/10.
Es originario de Europa pero ha sido accidentalmente introducido en Norteamérica y en África. Es considerado una especie invasora.

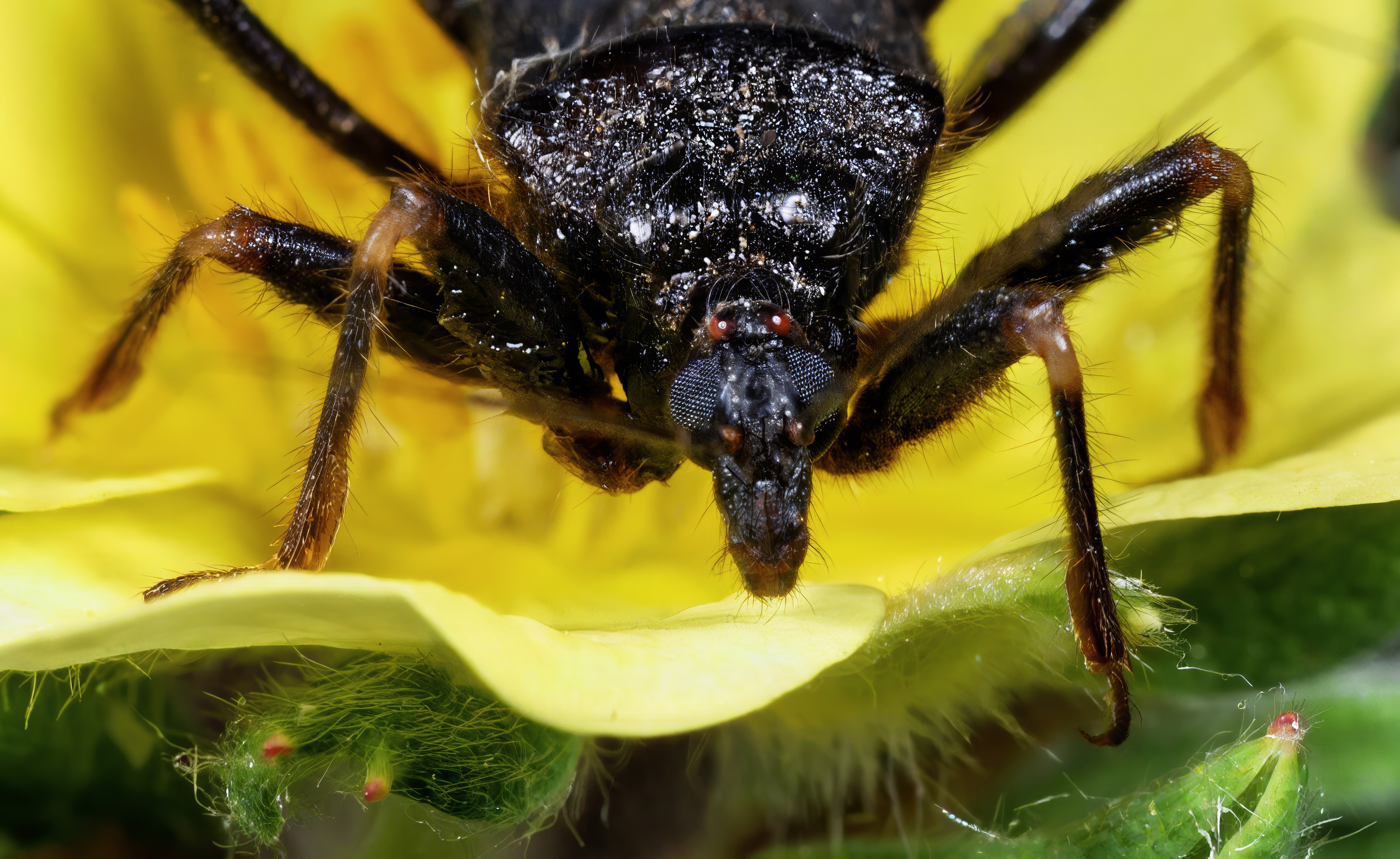
Retrato
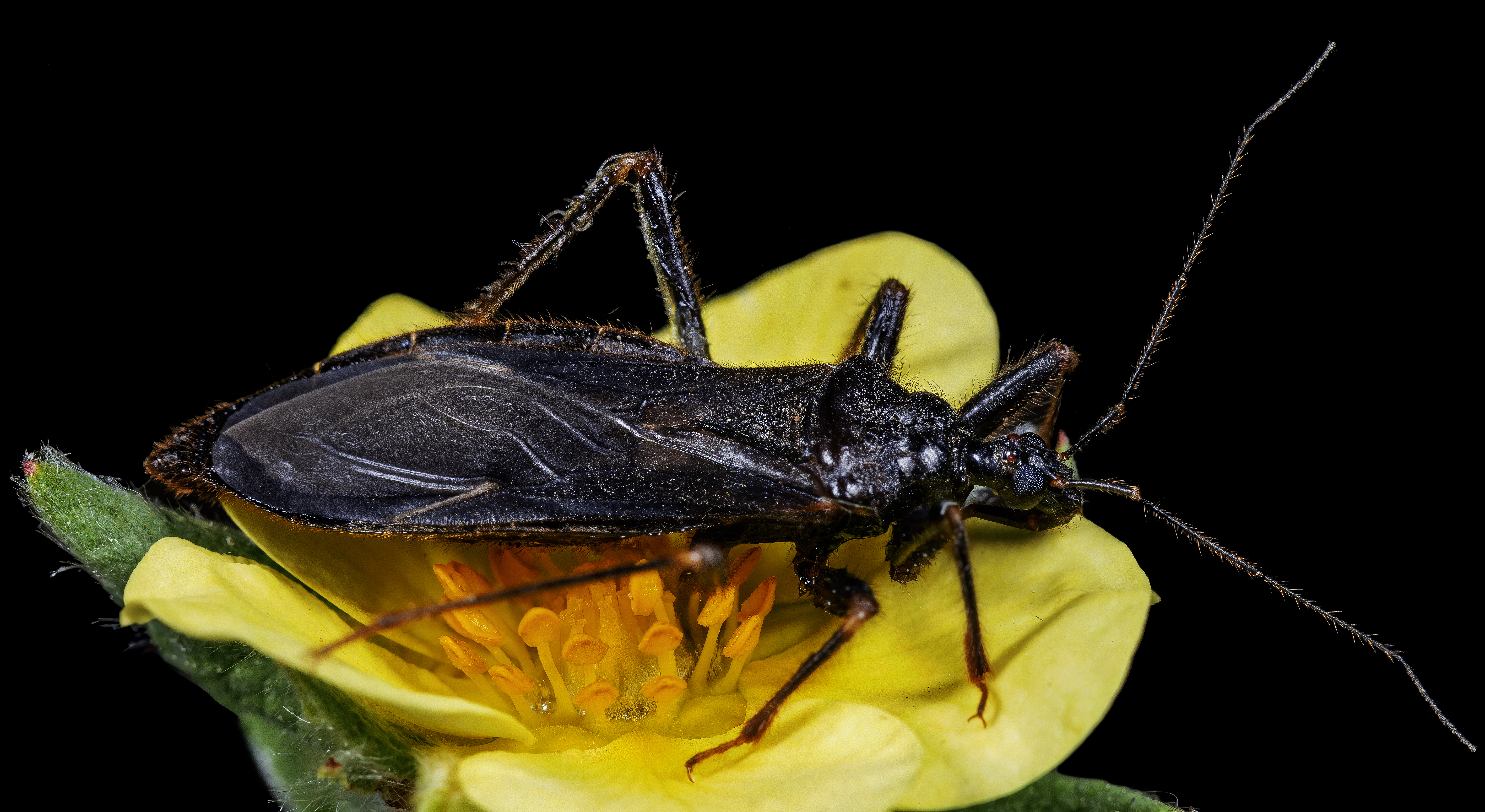
Vista de perfil